# 温州葆隆足球俱乐部
温州葆隆足球俱乐部成立于2007年3月，位于浙江省温州市，是温州首支职业足球队，俱乐部是中国足球乙级联赛的参赛球队。

## 俱乐部历史
球队由温州的17家眼镜制造、贸易、化工企业合资创办的，俱乐部董事长夏克拉。由17个企业家，每人出资20万人民币组建职业足球俱乐部的独特模式也开创了中国足球的先河。
中国足坛名宿蔡晟出任温州明日俱乐部第一任主帅，主要人员班底就是解散了的乙级队武汉雅琪，武汉雅琪队由于资方出现问题，在2007年4月乙级联赛开赛前半个月宣布无法参赛。
2008年，温州明日首次参加中国足球乙级联赛。
2009年7月，聘请前中国国家队著名前锋张玉宁出任明日足球队的主教练，张玉宁是温州明日自2007年建队以来的第四任主教练，前三位分别是蔡晟、郭瑞龙、于景连。但50天后，只执教了三场比赛的张玉宁被俱乐部宣佈下课。
2010年1月，俱乐部改由陈文达一人投资，他是球队领队兼任俱乐部董事长，黄向东任主教练並正式改名温州葆隆。
2011年，浙江体育职业技术学院与杭州绿城达成战略合作，以杭州绿城梯队球员为班底组建浙江全运队参加乙级联赛，为2013年的全运会备战，球队由温州市布朗贸易有限公司冠名赞助，冠名为温州葆隆。
2011年，温州葆隆解散。